# Jim Fox
Jeremy "Jim" Fox, född 19 september 1941 i Pewsey i Wiltshire, död 28 april 2023, var en brittisk idrottare inom modern femkamp.
Han tog OS-guld i lagtävlingen i samband med de olympiska tävlingarna i modern femkamp 1976 i Montréal.